# ميغيل ريفو
ميغيل ريفو (بالإسبانية: Miguel Riffo)‏ (21 يونيو 1981 بسانتياغو في تشيلي - ) هو لاعب كرة قدم تشيلي في مركز الدفاع. شارك مع منتخب تشيلي لكرة القدم. أما مع النوادي، فقد لعب مع كولو-كولو وسانتياغو مورنينغ ‏.

## مسيرته الكروية
لعب ميغيل ريفو خلال مسيرته الاحترافية مع ناديين في أحد عشر موسمًا وسجل خلالها 12 هدفًا ضمن 210 مباراة. ولم يفز بأي موسم بالكأس وفاز في خمسة مواسم بالدوري.
خاض ميغيل ريفو مسيرته مع نادي كولو-كولو في موسم 2001 ليلعب معه عشرة مواسم، مشاركًا في 179 مباراة سجل خلالها 8 أهداف. ثم انتقل إلى سانتياغو مورنينغ ‏ ما بين عامي 2011 و2012 لمدة موسم واحد، حيث شارك في 31 مباراة سجل خلالها 4 أهداف.

## وصلات خارجية
- ميغيل ريفو على موقع الاتحاد الدولي (مؤرشف)  (الإنجليزية)
- ميغيل ريفو على موقع قاعدة بيانات كرة القدم.إي يو (الإنجليزية)
- ميغيل ريفو على موقع ناشيونال فوتبول تيمز (الإنجليزية)
- ميغيل ريفو على موقع عالم كرة القدم.نت (الإنجليزية)